# Liste der Deutschen Hallenmeister in der 3-mal-1000-Meter-Staffel
Die 3-mal-1000-Meter-Staffel wurde erstmals 1955 in das Programm der Deutschen Leichtathletik-Hallenmeisterschaften aufgenommen. Sie wird nur von den Männern gelaufen.

## Sieger
| 1955: | Rot-Weiß Oberhausen (Willi Klömpken, Heinz Hartmann, Helmut Janz)                   |
| 1956: | VfV Hildesheim (Kurt Ernst, Walter Müller, Dieter Schreiber)                        |
| 1957: | Phönix Ludwigshafen (Karl Heinz Ries, Manfred Schober, Horst Kocher)                |
| 1958: | Berliner SC (Herbert Stichnote, Klaus Ostach, Olaf Lawrenz)                         |
| 1959: | Hamburger SV (Jürgen Profé, Gerhard Flomm, Hans-Joachim Blatt)                      |
| 1960: | Hamburger SV (Wilhelm-Rüdiger Böhme, Hans-Joachim Blatt, Gerhard Flomm)             |
| 1961: | PSV Berlin (Gerhard Weinmann, Klaus-Jürgen Lehmann, Jörg Balke)                     |
| 1962: | Berliner SC (Klaus Ostach, Olaf Lawrenz, Jörg Lawrenz)                              |
| 1963: | OSV Hörde (Engelbert Basse, Paul Schmidt, Siegfried Nürnberger)                     |
| 1964: | TuS 04 Leverkusen (Rolf Block, Kurt Block, Manfred Mentges)                         |
| 1965: | Hamburger SV (Dieter Lange, Wolf-Jochen Schulte-Hillen, Hubert Rothärmel)           |
| 1966: | SC Preußen Münster (Franz-Josef Kemper, Wolf-Jochen Schulte-Hillen, Harald Norpoth) |
| 1967: | SC Preußen Münster (Arntz, Wolf-Jochen Schulte-Hillen, Harald Norpoth)              |
| 1968: | SC Preußen Münster (Arntz, Wolf-Jochen Schulte-Hillen, Harald Norpoth)              |
| 1969: | Salamander Kornwestheim (Manfred Henne, Wolfgang Mayer, Walter Adams)               |
| 1970: | Salamander Kornwestheim (Günter Mayer, Manfred Henne, Walter Adams)                 |
| 1971: | LG Ratio Münster (Norbert Kepp, Arntz, Franz-Josef Kemper)                          |
| 1972: | LG Ratio Münster (Wolfgang Riesinger, Harald Norpoth, Franz-Josef Kemper)           |
| 1973: | LG Ratio Münster (Urs Lufft, Harald Norpoth, Wolfgang Riesinger)                    |
| 1974: | SC Charlottenburg Berlin (Jörg Schütze, Günter Claßen, Jens-Bodo Fried)             |
| 1975: | Salamander Kornwestheim (Paul Benz, Rudolf Pagel, Josef Schmid)                     |
| 1976: | TuS 04 Leverkusen (Peter Belger, Thomas Wessinghage, Paul-Heinz Wellmann)           |
| 1977: | DSC Oldenburg (Hagendorff, Nichtenberg, Jost Wollstein)                             |
| 1978: | TV Wattenscheid (Anton Kirschbaum, Jürgen Lubrecht, Willi Wülbeck)                  |
| 1979: | LG Bayer Leverkusen (Rainer Günther, Wilfried Paulitschke, Karl Fleschen)           |
| 1980: | LAV Bayer Dormagen-Uerdingen (Schenk, Ulrich Dübbert, Ingo Falk)                    |
| 1981: | VfB Stuttgart (Wolfgang Leins, Hans Allmandinger, Herbert Wursthorn)                |
| 1982: | LAV Rala Ludwigshafen (Ralf Eckert, Wolfgang Frombold, Andreas Baranski)            |
| 1983: | VfB Stuttgart (Herbert Wursthorn, Hans Allmandinger, Andreas Baranski)              |
| 1984: | VfB Stuttgart (Herbert Wursthorn, Hans Allmandinger, Andreas Baranski)              |
| 1985: | VfB Stuttgart (Herbert Wursthorn, Hans Allmandinger, Andreas Baranski)              |
| 1986: | TV Wattenscheid (Michael Damberg, Willi Wülbeck, Uwe Mönkemeyer)                    |
| 1987: | TV Wattenscheid (Harald Andrä, Uwe Mönkemeyer, Steffen Brand)                       |
| 1988: | TV Wattenscheid (Brehm, Uwe Mönkemeyer, Steffen Brand)                              |
| 1989: | TV Wattenscheid (Fietz, Brehm, Harald Andrä)                                        |
| 1990: | LAV Essen (Oliver Gossmann, Markus Trines, Torsten Kallweit)                        |
| 1991: | SCC Berlin (Rüdiger Horn, John-Henry May, Olaf Beyer)                               |
| 1992: | SpVgg Feuerbach (Arthur Klein, Axel Harries, Joachim Dehmel)                        |
| 1993: | SCC Berlin (John-Henry May, Nico Motchebon, Jens-Peter Herold)                      |
| 1994: | SCC Berlin (John-Henry May, Mark Eplinius, Jens-Peter Herold)                       |
| 1995: | SCC Berlin (Mark Eplinius, Stephan Kabat, Jens-Peter Herold)                        |
| 1996: | LAC Quelle Fürth (Darko Leo, Joachim Dehmel, Nico Motchebon)                        |
| 1997: | LAC Quelle Fürth (Alexander Dehmel, Darko Leo, Joachim Dehmel)                      |
| 1998: | LAC Erdgas Chemnitz (Lars Kelpien, Sören Salow, Rico Lieder)                        |
| 1999: | LAC Quelle Fürth/München 1860 (Christian Knoblich, Mark Eplinius, Nico Motchebon)   |
| 2000: | SV Creaton Großengottern (Dominik Burkhardt, Dirk Heinze, Nils Schumann)            |
| 2001: | TV Wattenscheid (Jan Fitschen, Rüdiger Stenzel, Benjamin Hetzler)                   |
| 2002: | TV Wattenscheid (Tobias Schlitzer, Carsten Schütz, Rüdiger Stenzel)                 |
| 2003: | LC Creaton Erfurt (Torsten Kühn, Nils Schumann, Ralf Aßmus)                         |
| 2004: | TV Wattenscheid (Thorben Grothaus, Christian Güssow, Jan Fitschen)                  |
| 2005: | LC ThüringenGas Erfurt (Christoph Moormann, Andreas Freimann, Stefan Eberhardt)     |
| 2006: | LG Nord Berlin (Jonas Stifel, Carsten Schlangen, Franek Haschke)                    |
| 2007: | LG Nord Berlin (Jonas Stifel, Carsten Schlangen, Franek Haschke)                    |
| 2008: | LG Nord Berlin (Jonas Stifel, Franek Haschke, Carsten Schlangen)                    |
| 2009: | Laufclub Erfurt (Georg Eberhardt, Sven Praetorius, Stefan Eberhardt)                |
| 2010: | LG Ohra Hörselgas (Christian Biele, Stefan Eberhardt, Georg Eberhardt)              |
| 2011: | TV Wattenscheid (Alexander Ide, Christian Glatting, Christoph Lohse)                |
| 2012: | TV Wattenscheid (Martin Bischoff, Simon Stützel, Christoph Lohse)                   |
| 2013: | VfB LC Friedrichshafen (Maximilian Dersch, Martin Sperlich, Richard Ringer)         |
| 2014: | TV Wattenscheid (Jonas Beverungen, Martin Bischoff, Christoph Lohse)                |
| 2015: | LG Braunschweig (Viktor Kuk, Andreas Lange, Sören Ludolph)                          |
| 2016: | LG Braunschweig (Viktor Kuk, Andreas Lange, Sören Ludolph)                          |
| 2017: | LG farbtex Nordschwarzwald (Hendrik Engel, Denis Bäuerle, Timo Benitz)              |
| 2018: | StG Erfurt-Jena (Tim Stegemann, Philipp Reinhardt, Sebastian Keiner)                |
| 2019: | LG Region Karlsruhe 1 (Holger Körner, Pascal Kleyer, Christoph Kessler)             |
| 2020: | LG Braunschweig (Max Dieterich, Julius Lawnik, Viktor Kuk)                          |